# Liste des monuments classés du gouvernorat de Gafsa
Cette liste des monuments classés du gouvernorat de Gafsa est une liste des monuments historiques et archéologiques protégés et classés du gouvernorat de Gafsa, établie par l'Institut national du patrimoine de Tunisie.

## Liste
| Identifiant monument | Site                   | Monument                                                                                             | Adresse | Date de classement | Décret           | Coordonnées                      | Illustration                               |                       |
| -------------------- | ---------------------- | --- | ------- | ------------------ | ---------------- | -------------------------------- | ------------------------------------------ | --------------------- |
| 71-1                 | Sidi Aïch              | Mausolée de Julius Rogatus                                                                           |         | 26 janvier 1893    | 26 janvier 1893  | à géolocaliser                   | Mausolée de Julius Rogatus                 | Télécharger une image |
| 71-2                 | Sidi Bou Diaf          | Mausolée de Sidi bou Diaf près de Moularès                                                           |         | 16 novembre 1928   | 16 novembre 1928 | à géolocaliser                   | Mausolée de Sidi bou Diaf près de Moularès | Télécharger une image |
| 71-3                 | Gafsa                  | Grande mosquée                                                                                       |         | 3 mars 1915        | 3 mars 1915      | 34° 24′ 54″ nord, 8° 47′ 08″ est | Grande mosquée                             | Télécharger une image |
| 71-4                 | Gafsa                  | Piscines dites « Termil »                                                                            |         | 3 mars 1915        | 3 mars 1915      | 34° 24′ 56″ nord, 8° 47′ 13″ est | Piscines dites « Termil »                  | Télécharger une image |
| 71-5                 | Gafsa                  | Remparts                                                                                             |         | 3 mars 1915        | 3 mars 1915      | à géolocaliser                   | Remparts                                   | Télécharger une image |
| 71-6                 | Henchir Tfal           | Aqueduc                                                                                              |         | 12 mai 1901        | 12 mai 1901      | à géolocaliser                   | Image manquante Téléverser                 | Télécharger une image |
| 71-7                 | Henchir Tfal           | Réservoir                                                                                            |         | 12 mai 1901        | 12 mai 1901      | à géolocaliser                   | Image manquante Téléverser                 | Télécharger une image |
| 71-8                 | Henchir Tfal           | Barrage                                                                                              |         | 12 mai 1901        | 12 mai 1901      | à géolocaliser                   | Image manquante Téléverser                 | Télécharger une image |
| 71-9                 | Henchir el-Mokta       | Basilique et ses dépendances situées à l'enchir el Mokta, près de la côte 789, oued el Lour          |         | 16 novembre 1928   | 16 novembre 1928 | à géolocaliser                   | Image manquante Téléverser                 | Télécharger une image |
| 71-10                | Henchir Meziraa        | Kasr                                                                                                 |         | 26 janvier 1893    | 26 janvier 1893  | à géolocaliser                   | Image manquante Téléverser                 | Télécharger une image |
| 71-11                | Henchir Meziraa        | Citerne rectangulaire                                                                                |         | 26 janvier 1893    | 26 janvier 1893  | à géolocaliser                   | Image manquante Téléverser                 | Télécharger une image |
| 71-12                | Henchir Meziraa        | Deux citernes circulaires                                                                            |         | 26 janvier 1893    | 26 janvier 1893  | à géolocaliser                   | Image manquante Téléverser                 | Télécharger une image |
| 71-13                | Henchir Harmoul        | Monument d'Urbanilla, dit Somâa el Hamra                                                             |         | 26 janvier 1893    | 26 janvier 1893  | à géolocaliser                   | Image manquante Téléverser                 | Télécharger une image |
| 71-14                | Gafsa                  | Porte romaine                                                                                        |         | 3 mars 1915        | 3 mars 1915      | à géolocaliser                   | Image manquante Téléverser                 | Télécharger une image |
| 71-15                | Ouled-el-Hadj          | Poste romain                                                                                         |         | 22 mars 1899       | 22 mars 1899     | à géolocaliser                   | Image manquante Téléverser                 | Télécharger une image |
| 71-16                | Ouled-el-Hadj          | Puits antique                                                                                        |         | 22 mars 1899       | 22 mars 1899     | à géolocaliser                   | Image manquante Téléverser                 | Télécharger une image |
| 71-17                | Henchir Oued el-Firane | Mausolée dit « Tour romaine », crypte chrétienne et pressoirs voisins, situés à l'enchir oued Firane |         | 16 novembre 1928   | 16 novembre 1928 | à géolocaliser                   | Image manquante Téléverser                 | Télécharger une image |
| 71-18                | Henchir Sidi Naceur    | Fortin situé à l'enchir Sidi Naceur                                                                  |         | 16 novembre 1928   | 16 novembre 1928 | à géolocaliser                   | Image manquante Téléverser                 | Télécharger une image |
| 71-19                | Gafsa Nord             | Henchir el Maktaa                                                                                    |         | 21 janvier 2021    | 21 janvier 2021  | à géolocaliser                   | Image manquante Téléverser                 | Télécharger une image |
| 71-20                | Redeyef et Moularès    | Ramadiyet du Néolithique de tradition capsienne des abris sous-roche                                 |         | 15 mars 2022       | 15 mars 2022     | à géolocaliser                   | Image manquante Téléverser                 | Télécharger une image |
| 71-21                | Sened                  | Grottes troglodytes de Jebel Sned                                                                    |         | 26 décembre 2022   | 26 décembre 2022 | à géolocaliser                   | Image manquante Téléverser                 | Télécharger une image |